# Магарешки атентати
Магарешките атентати са поредица от терористични актове, извършени през 1911 год. - 1912 год. от дейци на Вътрешната македоно-одринска революционна организация с цел да привлекат международно внимание към искането за автономия на Македония, по онова време провинция на Османската империя.
Името си получават от това, че за извършването им са използвани магарета, натоварени с експлозиви. Главните организатори на атентатите са Тодор Александров, велешкият войвода Владимир Сланков и кумановският Кръстю Лазаров и са устроени от Христо Симеонов. Те обучават групи от по 4 души за извършването на действията.
Преди Магарешките атентати през октомври 1911 година са взривени 7 бомби на 2 жп гари, 2 жп линии и 3 околийски управления – в Кичево, Крушево и Големо Коняри.

## Атентати

### Щип
Първият акт е извършен на 21 ноември 1911 година в Щип. Взривът става при кантарджийницата, макар че първоначалната цел е конакът, но магарето не спира там. Убит е турчин, ранени са 26 души. Взривът предизвиква нападение на мюсюлманите над българите, при което са убити 20 души и са ранени около 300 българи. Това клане става известно като Клането в Щип. Въпреки че България протестира остро, не е постигната целта да се предизвика война между Османската империя и Царство България.

### Кочани
Последва друг атентат, този път на 19 юли 1912 година в Кочани. При взрива са убити 24 души (повечето българи). Минути по-късно следва втори взрив, при който няма ранени. Тези взривове отприщват истинско кръвопролитие, продължило 7 часа, след като редовна войска и башибозук навлизат в града. Последвалата анкетна комисия установява, че са убити 21 българи, а са ранени над 221 други. Според ВМОРО жертвите са съответно 39 убити, а 220 са ранени. Извършителят е Коце Антов.

### Дойран
На 28 август 1912 година в Дойран Борис Демирджиев извършва следващия атентат. Той оставя магарето си натоварено с чувал, в който има бомба със закъснител. Тя избухва точно в 9 сутринта, като убива 13 души, а ранява 46 други. Всичките жертви са турци, а от ранените 4 са българи. В България вестник „Утро“ съобщава за атентата. Във вестника се цитира анонимен ръководител на ВМОРО, който твърди че е дело на младотурците, които искат да компрометират правителството в Истанбул.

## Отзвук
След взривовете македонските братства в България организират протест в София, на който се отзовават над 20 хил. души. След това подобни протести се организират и в провинцията.